# Don Goodman
Don Goodman (Leeds, 9 mei 1966) is een voormalig Engels voetballer.

## Carrière
Don Goodman speelde tussen 1984 en 2004 voor verschillende clubs, in Engeland, Japan en Schotland.